# Non-Partisan Equal Suffrage Association of Colorado
Non-Partisan Equal Suffrage Association of Colorado (CNPESA) var en organisation för kvinnors lika rättigheter i delstaten Colorado i USA, aktiv mellan 1876 och 1920 (med avbrott 1877–90). Det var delstatens lokalförening för den nationella rösträttsföreningen National American Woman Suffrage Association (NAWSA). 

## Historik
Liksom i andra nybyggarstater i den amerikanska Västern, var myndigheterna i Colorado initialt länge för införandet av kvinnlig rösträtt, eftersom det fanns få kvinnor i nybyggarstaterna och en önskan att locka ditt kvinnor genom att förbättra deras rättigheter. Myndigheterna föreslog därför redan på 1860-talet införandet av kvinnlig rösträtt i Colorado. 
Föreningen bildades av Margaret W. Campbell på en kvinnokonferens 1876 under namnet Territorial Woman Suffrage Society, med Alida Avery som ordförande. Föreningen ändrade namn till Women’s Suffrage Association of Colorado när Colorado blev en delstat 1877. Föreningen deltog i kampanjen för kvinnors rösträtt inför folkomröstningen 1877. När omröstningen resulterade i nejsidans seger, upphörde föreningens verksamheten. 
År 1890 återupptog föreningen sin verksamhet under namnet Non-Partisan Equal Suffrage Association of Colorado. Den kampanjade inför 1893 Colorado women's suffrage referendum, som resulterade i seger för jasidan och införandet av kvinnlig rösträtt i delstaten Colorado. 
Föreningen upphörde inte med sin verksamhet efter den lokala framgången, utan fortsatte sin verksamhet på nationell nivå, särskilt som Colorado efter 1893 sågs som ett föredöme i delstater som inte hade kvinnlig rösträtt.